# Bystra (Gorce)
Bystra (858 m) – szczyt w Gorcach, znajdujący się w długim, wschodnim grzbiecie Gorca, który poprzez Wierch Lelonek, przełęcz Wierchmłynne, Zdzar, Bystrą, Goły Wierch, Kopiec i Twarogi ciągnie się aż do Dunajca. Bystra ma duże znaczenie w geodezji. Na jej szczycie znajduje się znak geodezyjny, a mapa Geoportalu podaje jego wysokość z dokładnością do centymetrów (857,58 m).
Szczyt i stoki Bystrej porasta las, ale na południowo-wschodnim grzbiecie znajdują się bezleśne tereny dawnych pól, obecnie już nieuprawiane. Stoki południowo-wschodnie opadają do doliny potoku Młynne we wsi Ochotnica Dolna, wcina się w nie niewielki dopływ Młynnego. Stoki północno-wschodnie opadają do miejscowości Kamienica (stoki północno-wschodnie), również wcinają się w nie niewielkie dopływy rzeki Kamienica. Od tej strony stoki Bystrej są bardzo strome.
W 2015 r. gmina Ochotnica Dolna w ramach szerszego programy budowy wież widokowych i tras rowerowych wykonała i oznakowała nowe szlaki turystyki rowerowej i narciarskiej.
Przez szczyt Bystrej biegnie granica między wsiami Ochotnica Dolna (stoki południowo-zachodnie) i Kamienica (stoki północno-wschodnie) w województwie małopolskim.

## Szlaki turystyczne
Tylmanowa (Rzeka) – Buciory – Twarogi – Kopiec – Goły Wierch – Działek – Bystra – Zdzar – przełęcz Wierchmłynne – Do Jacka – Wierch Lelonek – Tokarka – Bystrzaniec – Gorc Młynieński.